# Großjedlersdorf
Großjedlersdorf ist seit 1905 ein Bezirksteil des 21. Wiener Gemeindebezirks Floridsdorf.

## Geographie

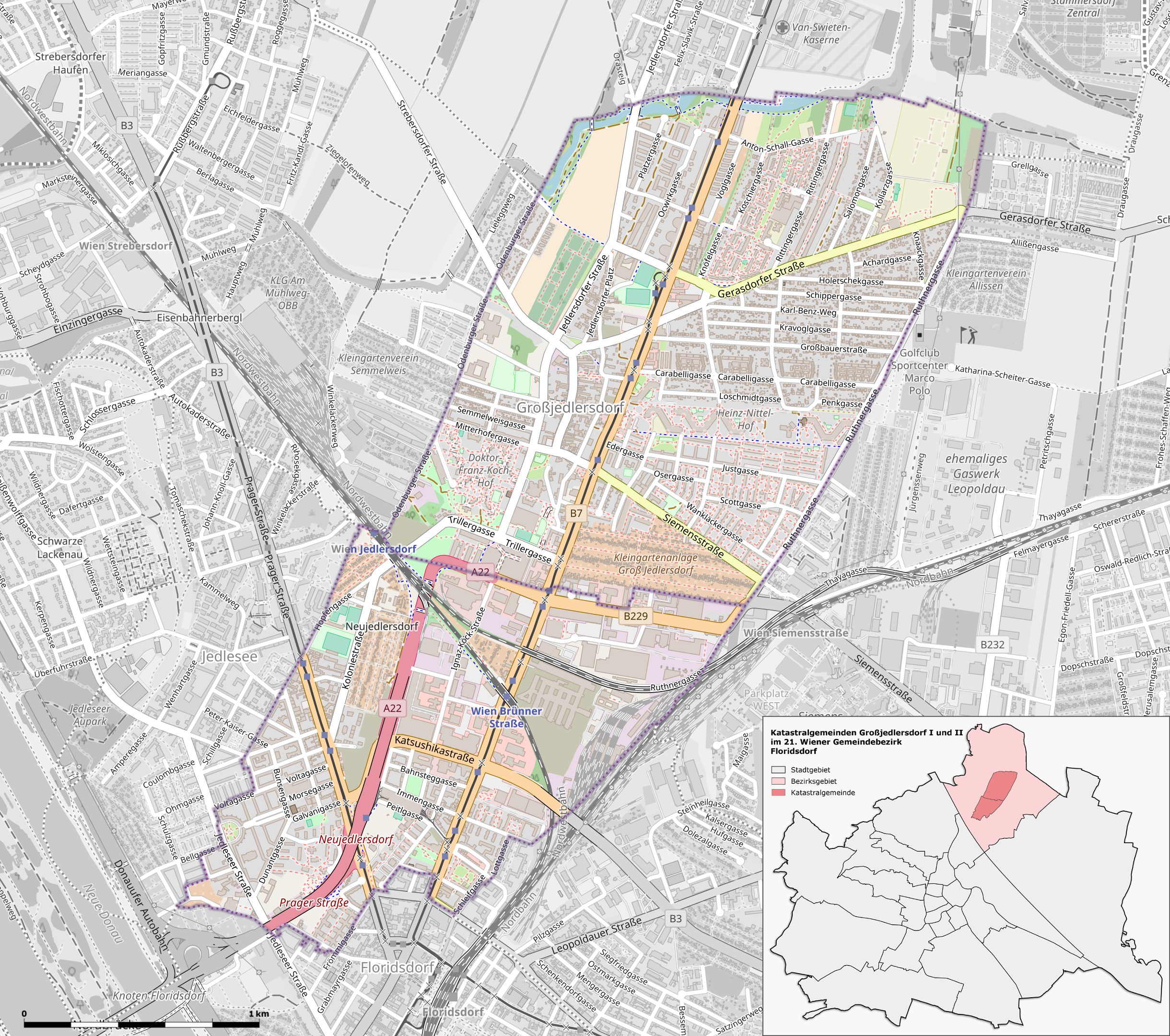
Katastralgemeinde Großjedlersdorf im Wiener Bezirk Floridsdorf

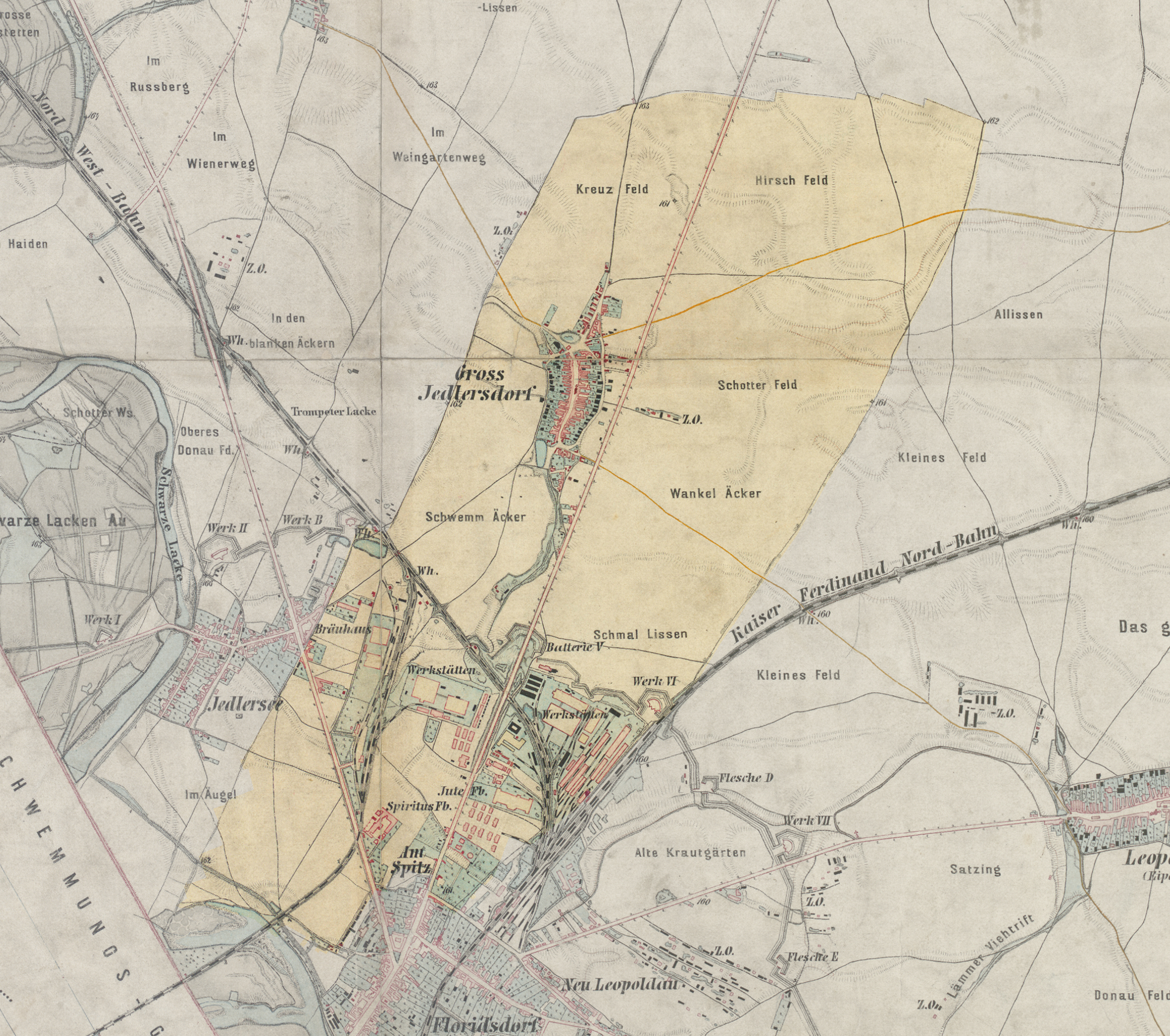
Das Gebiet der heutigen Katastralgemeinde Großjedlersdorf auf einer Karte von 1873

Großjedlersdorf erstreckt sich über eine Fläche 595,84 ha, wovon sich 373,55 ha in der Katastralgemeinde Großjedlersdorf I und 222,29 ha in der Katastralgemeinde Großjedlersdorf II (auch Neujedlersdorf genannt) befinden. Die Grenze zwischen beiden Katastralgemeinden verläuft etwa entlang der Linie Lundenburger Gasse – Shuttleworthstraße. Die geradlinig verlaufene Brünner Straße bildet ein markantes verbindendes Element des Stadtteils.
Im Norden grenzt Großjedlersdorf an Stammersdorf, im Osten an die Leopoldau und Donaufeld, im Süden an den Bezirksteil Floridsdorf und im Westen an Jedlesee und Strebersdorf. Durch Großjedlersdorf verläuft ein Abschnitt des Marchfeldkanals.
In der Schreibweise Groß-Jedlersdorf existiert ferner ein zwei Zählsprengel umfassender Zählbezirk der amtlichen Statistik, dessen Gebiet sich jedoch auf einen schmalen Streifen entlang der Brünner Straße beschränkt.

## Geschichte

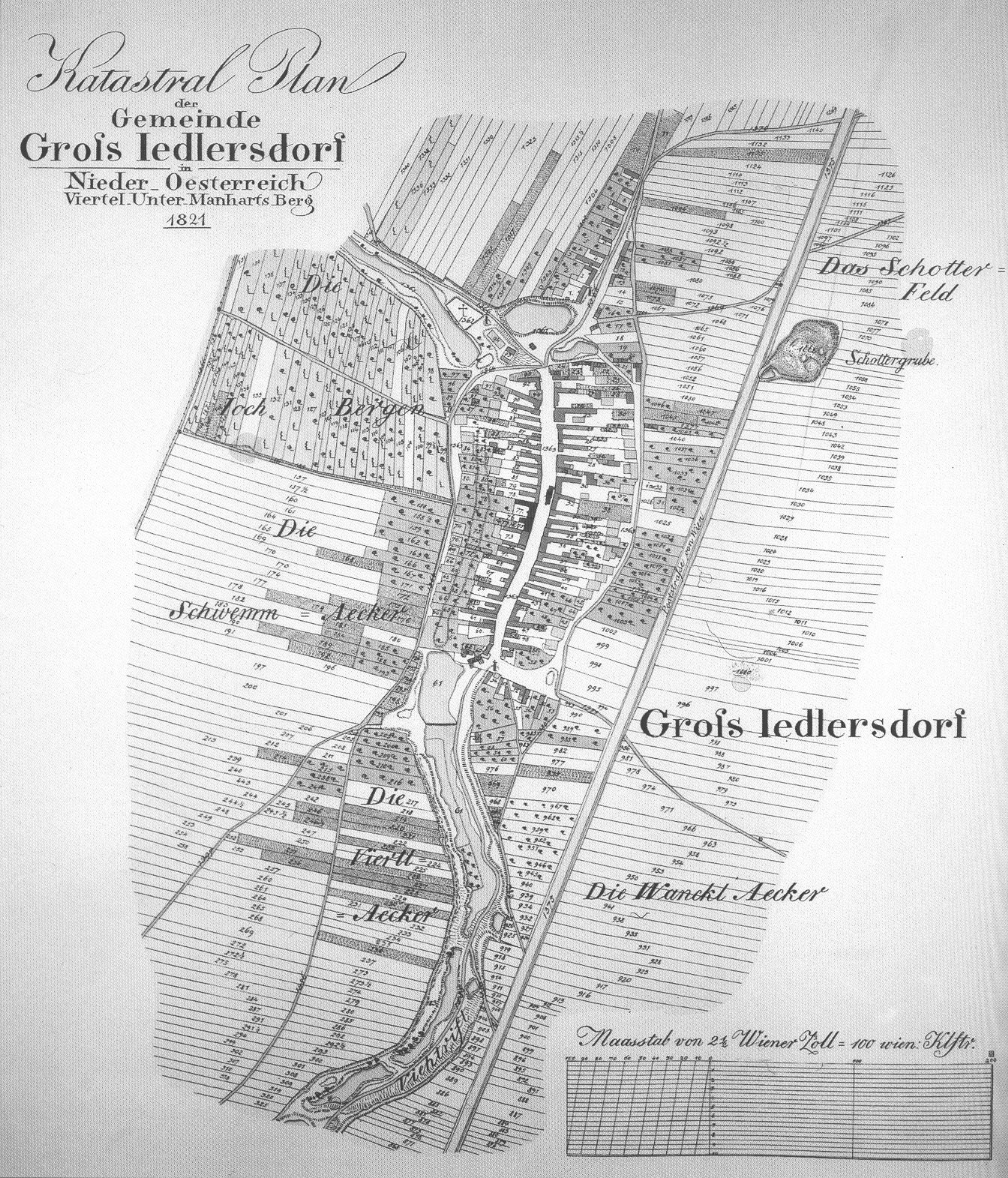
Karte der Gemeinde Groß-Jedlersdorf im Jahre 1821

Jedlersdorf entstand auf einer Insel, die von den Seitenarmen der Donau in Nord-Süd-Richtung im Marchfeld gebildet wurde. Dieses Gewässer verlief von Strebersdorf über Jedlersdorf, nördlich von Floridsdorf vorbei und streifte Leopoldau, bevor es wieder auf die Donau traf. Bis zum 19. Jahrhundert waren Reste des Seitenarms als Viehtrift und in Form von Teichen und Wassergräben erkennbar. Die beiden Dorfteiche Jedlersdorfs, der Bernreiterteich (im Norden des Ortszentrums, heute Parkplatz Bernreiterplatz) und der Haspingerteich (im Süden, heute Parkanlage), stammten von diesem Seitenarm.
Die erste urkundliche Erwähnung des Ortes als Urliugestorf (urliuge = Kampf) fällt in das Jahr 1108, im „Salbuch“ einer Klosterneuburger Urkunde. Rudolf von Habsburg schenkte 1280 den Ort dem dominikanischen Frauenkloster in Tulln und war bis 1792 in dessen Besitz. Der Ort hieß in dieser Zeit meist Jetldorf.
Bei der ersten Wiener Türkenbelagerung 1529 wurde Jedlersdorf zerstört und wieder aufgebaut. Seit 1538 besaß der Ort eine eigene Pfarre, seit 1766 eine eigene Schule. 1683 wurde Jedlersdorf bei der zweiten Wiener Türkenbelagerung von den Türken in Brand gesteckt.
1713/14 schrumpfte Jedlersdorf in der Pestkatastrophe auf 37 Einwohner. Zum Dank für das Ende der Katastrophe wird die Hl.-Karl-Borromäus-Holzkapelle errichtet, die 1745 bei einer Feuersbrunst zerstört wurde. 1764 wurde die Kapelle wieder errichtet und erweitert.
Nach Auflösung des Tullner Frauenklosters durch Joseph II. ging Jedlersdorf in die Verwaltung der k. k. Staatsgüteradministration über und es kam zu topographischen Veränderungen: Die Jedlersdorfer Weidegründe zwischen Prager und Brünner Straße wurden parzelliert und 1782 an Neusiedler verkauft. Die neu entstandene Siedlung hieß Kleinjedlersdorf oder Jedlersdorf am Spitz und bestand zunächst aus 15 Häusern. Dort, wo sich heute das Magistratische Bezirksamt erhebt, stand damals das Gemeindegasthaus. Die Ortschaft Am Spitz war bis 1804 ein Teil von Jedlersdorf, wurde dann jedoch von der Muttergemeinde getrennt und blieb bis 1874 selbständig, bis sie mit Floridsdorf vereinigt wurde.
Mit der Gründung der Wiener Lokomotiv-Fabriks-Actien-Gesellschaft 1869 in Neujedlersdorf (heutiges Gebiet des Shopping Center Nord) begann ein neues Zeitalter, das 1886 mit der Eröffnung der Dampftramwaylinien Wien (vis-à-vis Roßauer Kaserne) – Floridsdorf – Stammersdorf fortgeführt wurde. Im gleichen Jahr wurde in der Peitlgasse (Neujedlersdorf) der Rangierbahnhof (heute Remise der Wiener Linien) errichtet. Mit dem Bau der Nordwestbahn erhielt Jedlersdorf eine eigene Bahnstation (Jedlersdorf transito) an dieser Linie (seit 1841 als Station Jedlesee an der Flügelbahn nach Stockerau, seit 1887 heißt die Station nur mehr Jedlersdorf). Mit der Errichtung der Nordwestbahn begann die Entwicklung Jedlersdorfs zum Industriestandort – vor allem entlang der Brünner Straße im Bereich der Nordbahnkreuzung. 1873–74 wurden für das Personal der Nordwestbahn an der Strecke Personalwohnhäuser errichtet (Nordwestbahn-Colonie).
1894 wurde Neujedlersdorf (Großjedlersdorf II) abgetrennt und der Großgemeinde Floridsdorf hinzugefügt. Der nördliche (ältere) Teil von Jedlersdorf blieb selbständig (Großjedlersdorf I) und wurde erst 1904 in den neugeschaffenen 21. Wiener Gemeindebezirk einbezogen. Letzter Bürgermeister vor der Eingemeindung war Franz Bernreiter (1842–1914).
Seit dem 18. Jänner 1910 wird die Straßenbahnlinie 31 (später 331) mit der Streckenführung Augarten – Floridsdorf am Spitz – Floridsdorfer Lokomotivfabrik (Neujedlersdorf, Brünner Straße, heute Shopping Center Nord-SCN) nicht mehr mit Dampf, sondern elektrisch befahren. 1911 wurde die Reststrecke über Großjedlersdorf nach Stammersdorf von Dampf auf Elektrowagen umgestellt.

## Wappen
Das Wappen von Großjedlersdorf besteht aus zwei weißen gekreuzten Säcken über rotem Hintergrund. Es steht für die Landwirtschaft, die in Jedlersdorf betrieben wurde, und ist heute im Floridsdorfer Bezirkswappen integriert – siehe Bild. Noch heute zeugen Straßennamen wie die Schwemmäckergasse von dieser bäuerlichen Vergangenheit.

## Neujedlersdorf
Den südwestlichen Teil bildet die 1894 abgetrennte Katastralgemeinde Großjedlersdorf II, auch Neujedlersdorf genannt. Sie erstreckt sich in zwei Siedlungszonen entlang von Prager und Brünner Straße, die von Industriegebieten, Kleingartenanlagen und heutzutage von der A22 getrennt werden. Umgekehrt sind diese Siedlungszonen nicht sichtbar vom älteren Großjedlersdorf bzw. von Jedlesee abgegrenzt. Nicht zuletzt durch diese diffuse Struktur hat sich der Stadtteil nie richtig im öffentlichen Bewusstsein verankern können, insbesondere werden die Teile um die Prager Straße oft für einen Teil Jedlesees gehalten, was sich z. B. in Bezeichnungen wie Gartenstadt Jedlesee ausdrückt.
Der Teil an der Brünner Straße erstreckt sich etwa vom Floridsdorfer Markt (mit dem Schlingerhof) bis zur Shuttleworthstraße und schließt das Krankenhaus Nord mit ein.
Der Teil an der Prager Straße erstreckt sich von der Frömmlgasse bis zur Hopfengasse und reicht im Südwesten nicht ganz zur Donau. Hier befinden sich das Bezirksmuseum und der Bereich um den (an der Grenze zu Jedlesee aber noch in Neujedlersdorf liegenden) Karl-Seitz-Hof – vor 1951 Gartenstadt Jedlesee genannt, der Name Gartenstadt wird von der Pfarre weitergeführt.
In Großjedlersdorf II liegen zwei Schnellbahnstationen, beide an der Nordwestbahn: Brünner Straße und Jedlersdorf.

## Sehenswürdigkeiten

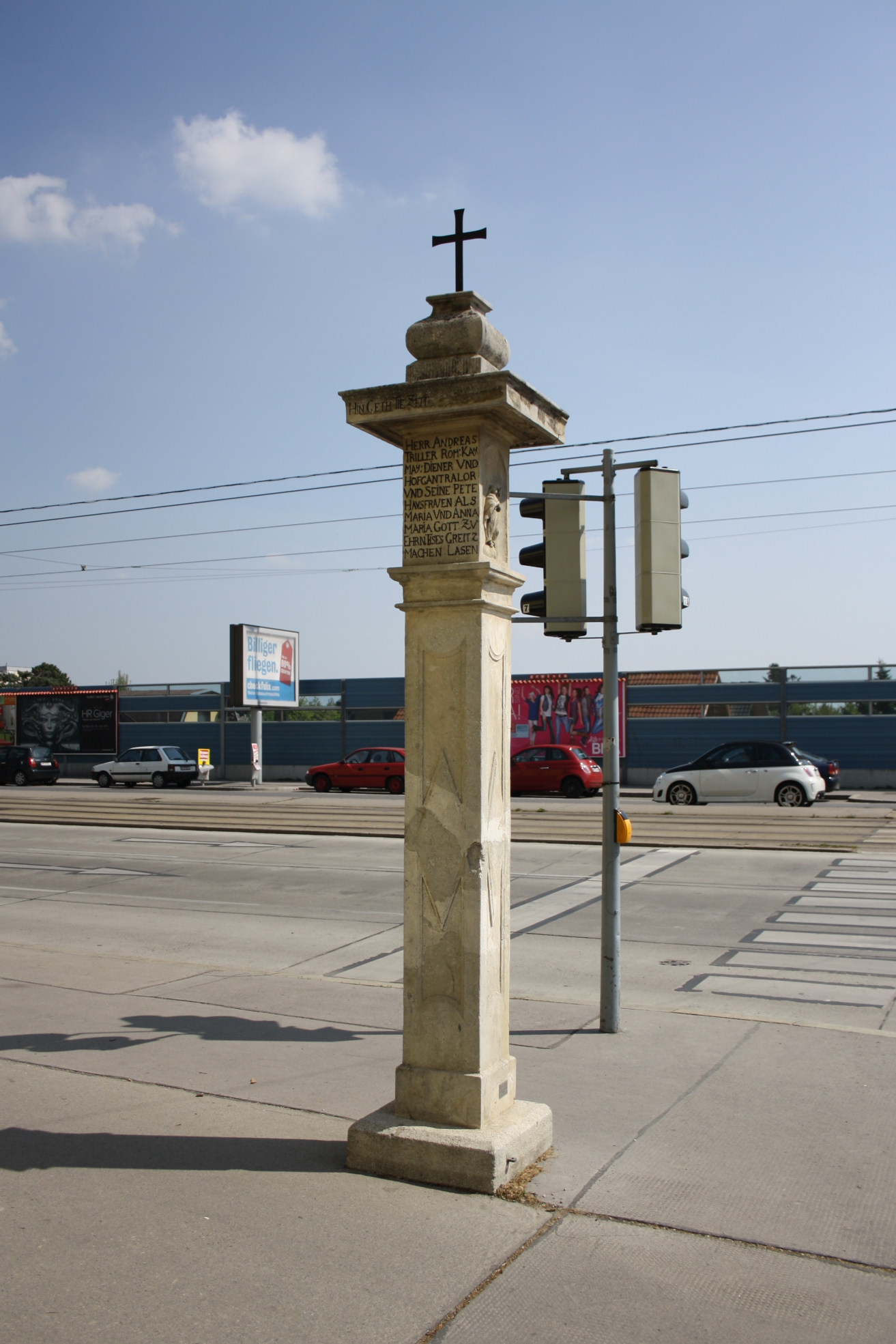
Das Trillerkreuz

Der Ortskern um die Amtsstraße und den Jedlersdorfer Platz ist von der Stadt Wien als bauliche Schutzzone ausgewiesen.

### Mautner-Markhof-Schlössl
Diese ehemalige Fabrikantenvilla aus dem Jahr 1908 wurde später durch Zubauten erweitert und beherbergt heute das Bezirksmuseum Floridsdorf.

### Trillerkreuz
Aus alten Landkarten ist ersichtlich, dass das vom Hof-Kontrollor Andreas Triller und seiner Gattin gestiftete Kreuz seinerzeit in Jedlersdorf auf freiem Feld neben der Landstraße (heute Brünner Straße) „an der alten Vietrift“ stand.
Der einstige Sockel war der Mahlstein einer Schiffsmühle. Die 3,20 Meter hohe quadratische Säule gehört in die Gruppe der heute bereits selten gewordenen barocken Arma-Christi-Kreuze und stammt aus der Mitte des 17. Jahrhunderts. Der Pfeiler ist mit dem Schweißtuch der Büßerin Veronika, den Leidenswerkzeugen und mit geometrischen Ornamenten geschmückt, darüber befinden sich auf einem Steinwürfel Reliefs (Kreuzigung, Ölbergszenen, Mater Dolorosa mit Schwert), bekrönt mit einem Kreuz.
Nachdem der Bildstock lange Zeit hindurch in der Nische eines Hauses in der Brünner Straße eingemauert gewesen war, wurde er 1967 nach sorgfältiger Restaurierung durch den akademischen Bildhauer Rudolf Schwaiger an seinem derzeitigen Standort (Brünner Straße 97–99) aufgestellt.
Die Trillergasse sowie das Einkaufszentrum Trillerpark wurden nach diesem Großjedlersdorfer Wahrzeichen benannt.

### Dreifaltigkeitssäule
Eine 1776 an einer Wegkreuzung errichtete Säule als Träger eines typischen „Gnadenstuhls“ (Gott Vater hält den Gekreuzigten in seinen Händen) auf einem wappengeschmückten vierseitigen Sockel.

### Kommunale Wohnbauten
Abseits des Ortskerns ist Großjedlersdorf reich mit kommunalen Wohnbauten ausgestattet, darunter auch einige wichtige Anlagen der Zwischenkriegszeit. 1925 wurden die ersten Wohnbauten des Wiener Wohnbauprogramms in der Mitterhofergasse errichtet, bereits 1924 wurde der Bau des Franz-Bretschneider-Hofs begonnen (Architekten Gustav Schläfrig und Hermann Reiser). Etwa gleichzeitig wurden die Bauten in der Brünner Straße 134–134 fertiggestellt, die mit denen in der Carrogasse und der Berzeliusgasse eine Einheit bilden.
Der Schlingerhof mit seiner repräsentativen Front entlang der Brünner Straße umschließt den Floridsdorfer Markt und wurde 1926 fertiggestellt.
Einer der weitläufigsten Bauten der Zwischenkriegszeit ist der Karl-Seitz-Hof, der aus einer weiten Fläche mit gartenstadtartigen Teilen (daher auch der ursprüngliche Name) und einem monumentalen halbrunden Hauptteil besteht.
Der 1931 errichtete Hof zwischen O’Brien-Gasse, Helmholtzgasse und Voltagasse wurde anlässlich des Beethoven-Jahres 2020 Beethoven-Hof benannt. Er liegt in der Nähe des Jedleseer Landsitzes der Gräfin Erdődy, einer Gönnerin Beethovens.

## Pfarren und Friedhöfe

### Pfarrkirche zum hl. Karl Borromäus

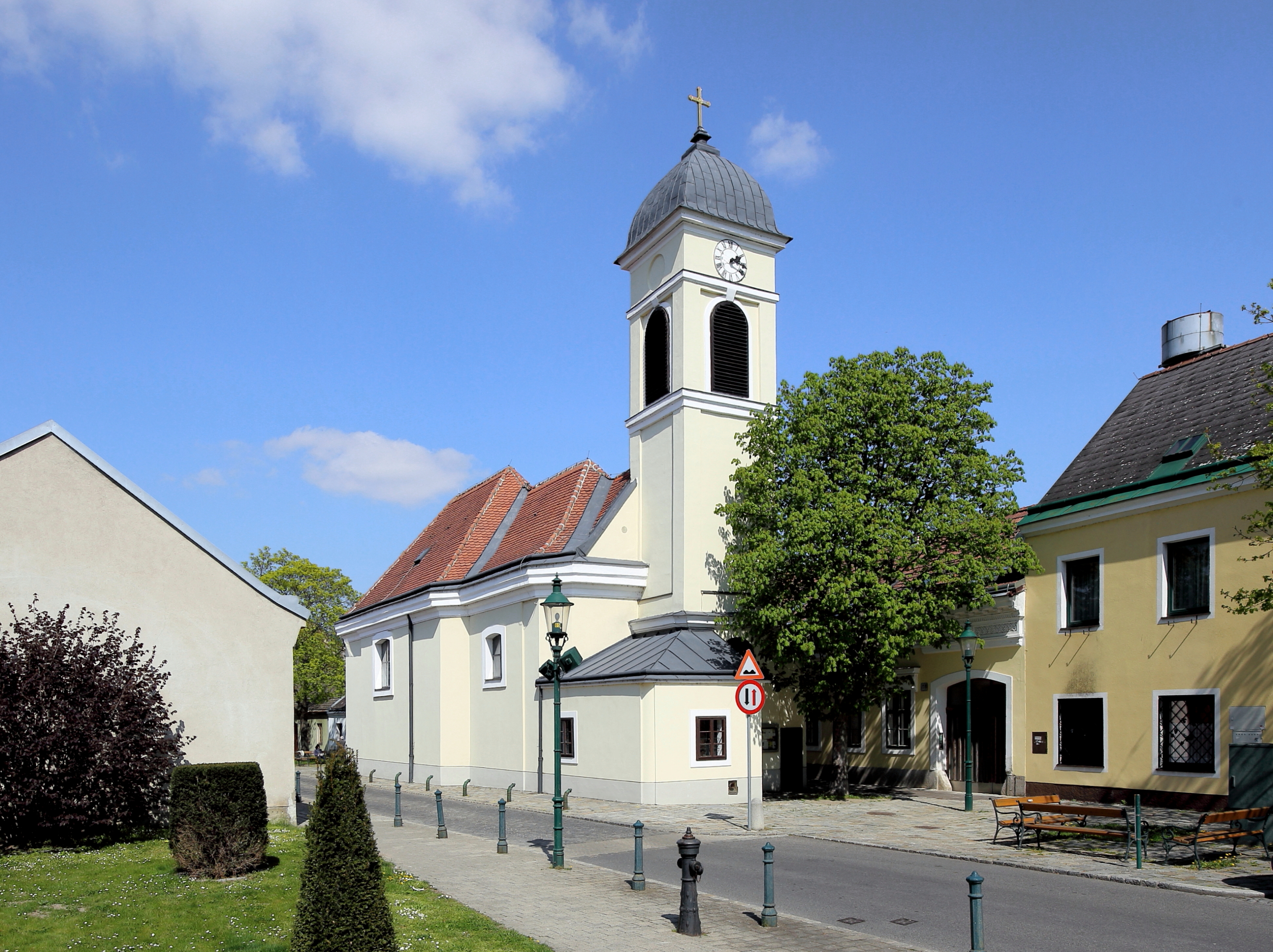
Großjedlersdorfer Pfarrkirche zum hl. Karl Borromäus

Die ländliche Pfarrkirche in der Amtsstraße ist in Erinnerung an die Pest von 1713 bis 1714 dem Pestheiligen Karl Borromäus geweiht und ist aufgrund einer Sage auch die Wallfahrtskirche Klein-Maria-Taferl. Bekannte Pfarrer waren der Kapuzinerpater Joachim Haspinger und als Aushilfspriester der Komponist Raimund Weissensteiner.

### Groß-Jedlersdorfer Friedhof
Der Groß-Jedlersdorfer Friedhof liegt im Nordwesten des alten Ortskerns von Großjedlersdorf, an der Strebersdorfer Straße 4. Er umfasst eine Fläche von 58.138 m² und beherbergt 6.898 Grabstellen.

### Pfarrkirche Gartenstadt

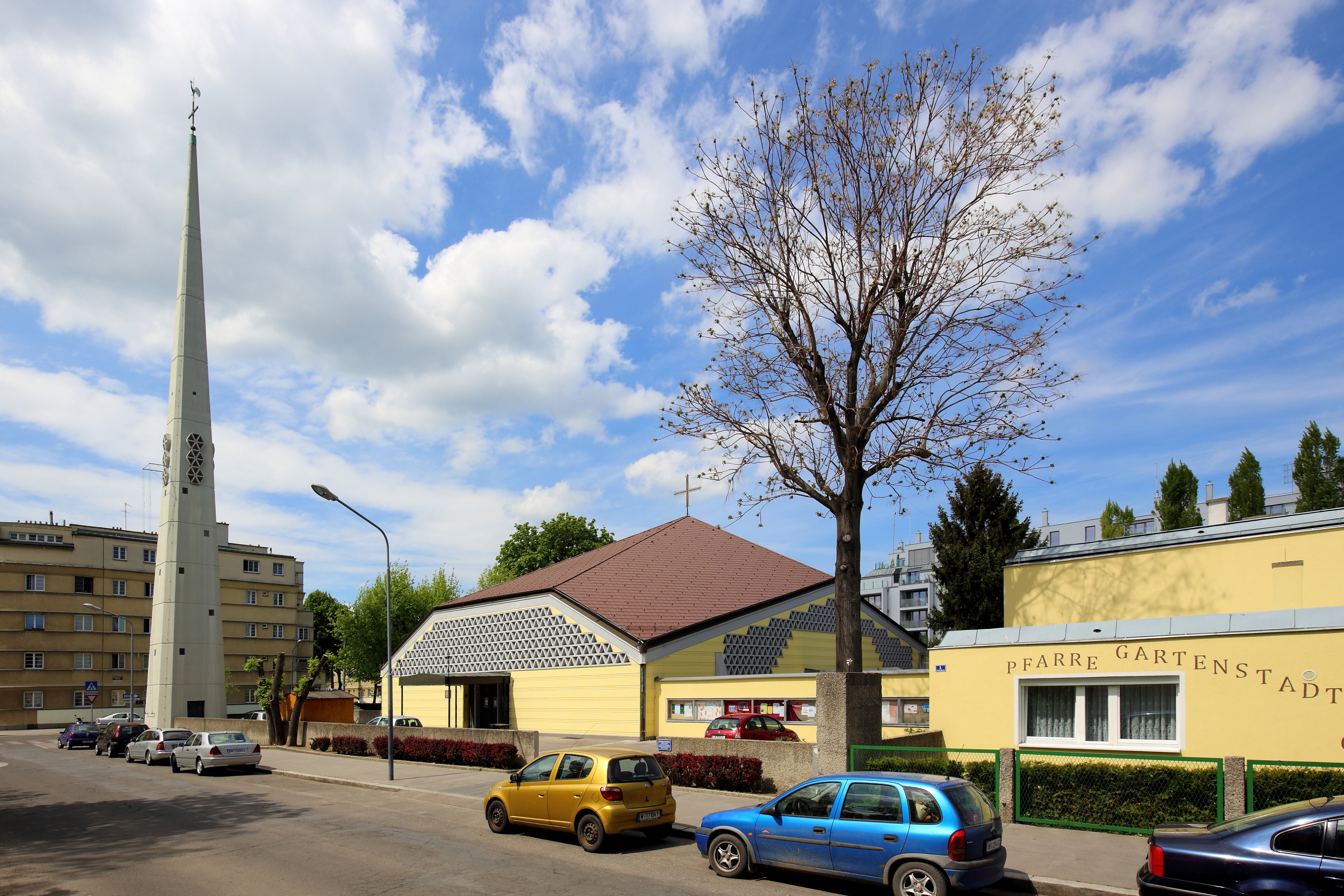
Pfarrkirche Gartenstadt

Für den Exerzierplatz und das Militärbarackenlager zwischen Neujedlersdorf und Jedlesee bestand nach dem Ersten Weltkrieg keine Verwendung mehr. Auf diesem Areal errichtete Prälat Josef Gorbach in einem der leer stehenden Objekte – im Zuge eines mehrere Wiener Bezirke umfassenden Programms (1935/36) – eine Notkirche (damals Moltkegasse, heute Dunantgasse 4–6), deren Betreuung er selbst übernahm. Nach Kriegsschäden wurde die Notkirche 1947–49 renoviert, 1962–64 jedoch durch einen nach Plänen des deutschen Architekten und Städteplaners Alfons Leitl an anderer Stelle errichteten Neubau (Pfarrstation mit Kirche „Hl. Blut Christi“, später Pfarrkirche Gartenstadt) ersetzt.

## Persönlichkeiten
- Anton Apold (1877–1950), Hütteningenieur und Generaldirektor der Alpine Montangesellschaft